# 10 Большой Медведицы
10 Большой Медведицы (лат. 10 UMa) — звезда в созвездии Рыси. Её видимая звёздная величина — 3.96.
HR 3579 — тесная двойная система, которая состоит из карлика четвёртой звёздной величины (4,11) спектрального класса F (F5), вращающегося вокруг общего центра масс с похожим на Солнце карликом шестой звёздной величины (6,18) спектрального класса G (G5). Среднее расстояние между ними 10,6 астрономических единиц (около полсекунды дуги), период взаимного обращения 21,78 лет, общая масса системы 2,51 солнечной, по соотношению больший компонент класса F содержит 1,44 солнечной массы и меньшая звезда класса G содержит 1,1 солнечной массы.
Благодаря умеренному эксцентриситету расстояние между компонентами колеблется от 12,2 до 9,0 а. е. Звёздные величины и температуры (6500 и 5600 K) соответствуют светимостям компонентов в 4,8 и 0,8 солнечной. Радиус составляет 1.9 и 0.9 солнечных соответственно. Относительно близкие массы компонентов позволяют говорить, что у компонентов одна общая орбита вокруг общего центра масс. Линейная скорость вращения на экваторе главного компонента (10 UMa A) — около 34 километров в секунду, период вращения менее 2,6 дня. Звезда класса G (10 UMa B) представляет собой Солнце в молодости, когда ему было всего 2 миллиарда лет (сейчас ему 4,6 миллиарда лет), и немного тусклее, похожая на остальные невзрачные звёзды созвездия Рыси.